# قبة الأرواح
قبة الأرواح هي قبة صغيرة ترتكز على قاعدة مثمنة الأضلاع، وتقع في الحرم القدسي، في البلدة القديمة في القدس. تم بنائه في القرن العاشر.
توجد عدة نظريات حول تسميتها، فقد يرتبط اسمها ببئر الأرواح القريب، أو ربما للاعتقاد بأن أرواح الموتى تجمع هناك للصلاة، وفقاً لإحدى الأساطير.
اسمها الآخر، قبة الألواح، يأتي من ألواح موسى، التي قيل إنها محفوظة في تابوت العهد.

## الهيكل والموقع
قبة الأرواح هي قبة صغيرة مثمنة الأضلاع تقع في فناء قبة الصخرة. وهي ترتكز على ثمانية أعمدة رخامية تقوم عليها ثمانية عقود مدببة، وفوقها قبة واسعة، وعند قواعد أعمدتها درابزين حجري واحد يلفها، وينتهي على شكل محراب في اتجاه القبلة.
تقع قبة الأرواح شمال غرب قبة الصخرة ومقابل باب الرحمة في جيب الأقصى. تقع بالقرب من قبة الخضر.

## التاريخ
من المحتمل أن تكون القبة قد بنيت في العصر الأموي لأن ابن الفقيه الحمداني (3-4 هـ / 9-10 م) ذكر في كتابه مختصر كتاب البلدان أن هناك قبة في جيب الأقصى تسمى قبة جبريل. ثم سميت قبة الروح وقبة العرفة. ربما أعيد بناؤها خلال القرن العاشر الهجري / السادس عشر الميلادي خلال الفترة العثمانية.

## التسمية
اختلف في سبب تسميتها، فقيل لعلها سميت بذلك استئناسا بالأحاديث التي وردت في فضل صخرة بيت المقدس وأنها أرض المحشر والمنشر وأن أرواح العباد تحشر عليها، وقيل لعلها سميت بذلك لقربها النسبي من المغارة المعروفة باسم مغارة الأرواح، التي ينزل إليها بدرجات من داخل قبة الخليلي المجاورة. اسمها الآخر، قبة الألواح، يأتي من ألواح موسى، التي يُزعم أنها محفوظة في تابوت العهد في التقليد التوراتي. تقف قبة الأرواح فوق حجر الأساس المكشوف على "جبل الهيكل" في التقليد اليهودي وهي أقل بقليل من الصخرة المشرفة، تحت قبة الصخرة. يرى آشر إس كوفمان أن الهيكل الثاني كان يقع فوق قبة الأرواح. وقد عارض ذلك آخرون.